# Anderson Julio
Anderson Andrés Julio Santos (ur. 31 maja 1996 w Pimampiro) – ekwadorski piłkarz występujący na pozycji prawego skrzydłowego, reprezentant Ekwadoru, od 2021 roku zawodnik amerykańskiego Realu Salt Lake.
Jest bratem Madisona Julio i bratem przyrodnim Jhojana Julio oraz kuzynem Renato Ibarry i Romario Ibarry, zaś jego wujem jest Johvani Ibarra. Wszyscy są zawodowymi piłkarzami. 